# 팩트셋
팩트셋 리서치 시스템즈(FactSet Research Systems)(NYSE: FDS, 나스닥: FDS)는 미국 코네티컷주 노르워크 시에 본사를 두고 있는 금융데이터 소프트웨어 회사이다. 팩트셋은 투자 전문가들에게 금융 정보 및 분석 소프트웨어를 제공한다. 본사는 코네티컷주 노워크에 위치하고 있으며, 전 세계 19개국에 34개의 오피스를 운영하고 있다.
2021년 12월 20일, 미국 상위 500개 대기업 지수인 S&P500에 편입되었다.
2023년 8월 31일 기준으로 FactSet의 사용자 수는 약 190,000명이고, FactSet에 가입한 고객 수는 7,900개 기업 이상이다.
2023년 회계 연도에는 20억 9000만 달러의 연간 매출을 기록했다. 2024년 현재 시가총액은 약 174억 달러 수준이다.

## 제품 및 서비스
FactSet은 금융 및 투자 전문가를 위한 데이터 및 분석 애플리케이션을 제공한다. FactSet의 소프트웨어를 이용하여 실시간 뉴스 및 시세 파악, 회사의 비교 및 분석, 포트폴리오 분석 등을 할 수 있다.
각 클라이언트는 금융 관련 컨설팅 서비스를 제공받는다. 또 FactSet은 미국, 유럽 및 일본 등 여러 지역에서 세미나를 제공하며, 클라이언트들은 이곳에서 트레이닝을 받을 수 있다.

### 소유 데이터 콘텐츠
출처:
- FactSet Aggregates
- FactSet Events and Transcripts
- FactSet Estimates
- FactSet Economics
- FactSet Embargoed Research
- FactSet Financial Entities
- FactSet Fixed Income
- FactSet Flashwire News
- FactSet Fundamentals
- FactSet Global Filings
- FactSet Institutional Ownership News
- FactSet IPO
- FactSet MergerMetrics
- FactSet Mergerstat Global
- FactSet Mutual Funds
- FactSet New Issues
- FactSet Ownership
- FactSet People
- FactSet Private Company
- FactSet Private Equity & Venture Capital
- FactSet Research Connect
- FactSet SharkRepellent
- FactSet SharkWatch